# Tossal del Penjat
El Tossal del Penjat és una muntanya de 330 metres que es troba al municipi de les Borges Blanques, a la comarca catalana de les Garrigues.